# Гая (Чад)
Гая (фр. Gaya) — деревня в Чаде, расположенная на территории региона Канем. Входит в состав департамента Канем.

## География
Деревня находится в западной части Чада, к северо-востоку от озера Чад, на высоте 307 метров над уровнем моря.
Гая расположен на расстоянии приблизительно 198 километров к северо-северо-востоку (NNE) от столицы страны Нджамены. Ближайшие населённые пункты: Гаей, Ум-Ялай, Мели, Ндиукоа, Зоуле, Саса, Аунгете.
Климат деревни характеризуется как аридный жаркий (BWh в классификации климатов Кёппена).

## Транспорт
Ближайший аэропорт расположен в городе Нгури.